# Liste der Naturschutzgebiete in Bottrop
Die Liste der Naturschutzgebiete in Bottrop enthält die Naturschutzgebiete der kreisfreien Stadt Bottrop in Nordrhein-Westfalen.

## Liste
| Schlüsselnr. | Gebietsname                            | Fläche in ha |
| ------------ | -------------------------------------- | ------------ |
| BOT-001      | Kirchheller Heide und Hilsfelder Wald  | 171,61       |
| BOT-002      | Postwegmoore und Rütterberg-Nord       | 39,40        |
| BOT-003      | Grafenmühle im Ortsteil Kirchhellen    | 61,02        |
| BOT-004      | Heidesee                               | 54,33        |
| BOT-005      | Köllnischer Wald                       | 187,45       |
| BOT-006      | Torfvenn, Rehrbach (BOT)               | 97,63        |
| BOT-007      | Kirchheller Heide                      | 413,49       |
| BOT-008      | Kölnischer Wald                        | 226,23       |
| BOT-009      | Abgrabungsgewässer am Zieroth          | 26,82        |
| BOT-010      | Feuchtbiotopkomplex Dinslakener Straße | 17,31        |
| BOT-011      | Feldhauser Mühlenbach                  | 15,3         |
| BOT-012      | Schlehdorn / Kirchhorst                | 35,63        |
| BOT-013      | Vöingholz                              | 99,94        |